# Anisophyllea meniaudii
Anisophyllea meniaudii là một loài thực vật có hoa trong họ Anisophylleaceae. Loài này được Aubrév. & Pellegr. mô tả khoa học đầu tiên năm 1936.